# Nikołaj Osianin
Nikołaj Wiktorowicz Osianin, ros. Николай Викторович Осянин (ur. 12 grudnia 1941 we wsi Sobolewskoje, Tatarska ASRR, Rosyjska FSRR, ZSRR, zm. 21 marca 2022) – rosyjski piłkarz, grający na pozycji obrońcy, a wcześniej pomocnika i napastnika, reprezentant ZSRR, trener piłkarski.

## Kariera piłkarska

### Kariera klubowa
W 1959 rozpoczął karierę piłkarską w miejscowym klubie Iskra Kazań. W 1961 przeszedł do Krylji Sowietow Kujbyszew, skąd w 1966 roku przeniósł się do Spartaka Moskwa. Przez 9 lat gry w moskiewskim klubie (z przerwą w latach 1972-1973, kiedy to bronił barw Kajratu Ałma-Ata) występował najpierw na pozycji centralnego napastnika, a pod koniec kariery centralnego obrońcy, zaliczył 248 występów w najwyższej lidze radzieckiej, strzelając 50 goli, był kapitanem drużyny (1971). Po sezonie 1976 zakończył swoją karierę piłkarską.

### Kariera reprezentacyjna
4 grudnia 1965 zadebiutował w reprezentacji Związku Radzieckiego w meczu towarzyskim z Urugwajem wygranym 3:1, w którym strzelił swego pierwszego gola. Ogółem rozegrał 3 gry reprezentacyjne. W 1975 bronił barw olimpijskiej Sbornej w meczach kwalifikacyjnych.

## Kariera trenerska
Po zakończeniu kariery piłkarskiej rozpoczął pracę trenerską z dziećmi. W latach 1977–1989 pracował w Szkole Piłkarskiej Spartaka Moskwa.

## Sukcesy i odznaczenia

### Sukcesy klubowe
- mistrz ZSRR: 1969
- wicemistrz ZSRR: 1968, 1974
- brązowy medalista Mistrzostw ZSRR: 1970
- zdobywca Pucharu ZSRR: 1971

### Sukcesy indywidualne
- król strzelców Mistrzostw ZSRR: 1969 (16 goli)
- wybrany do listy 33 najlepszych piłkarzy ZSRR: Nr 2 (1969, 1974, 1975), Nr 3 (1966)

### Odznaczenia
- tytuł Mistrza Sportu ZSRR